# Белых, Алексей Павлович
Алексей Павлович Белых (3 июня 1923, дер. Крутец, Колпнянский район, Орловская область, РСФСР — 11 февраля 2017, Кострома, Российская Федерация) — советский и российский художник, профессор, народный художник РСФСР (1981), заслуженный деятель искусств РСФСР (1974).

## Биография
Родился в семье столяра-краснодеревщика Павла Петровича Белых. Мать — Наталия Ильинична Белых. После окончания школы-семилетки поступил в Ливенское педучилище. Параллельно с учёбой занимался в изостудии.
После начала Великой Отечественной войны добровольно пошёл в армию. Проходил обучение в Киевском военном училище, эвакуированном под Саратов в село Разбойщина. После окончания училища лейтенант Белых был направлен на Сталинградский фронт. Служил офицером разведки 88-го гвардейского Краснознаменного Гдынского артиллерийского полка 38-й гвардейской Краснознаменной Лозовской стрелковой дивизии, прошёл от Сталинграда до Эльбы. На войне разведчику Алексею Белых пригодилось умение рисовать: докладывая об огневых точках противника он делал также подробные рисунки ландшафта.
После окончания войны он намеревался сделать военную карьеру, но после посещения Третьяковской галереи решил стать художником. Работал в студии самодеятельных художников при заводе «Серп и Молот», занимался оформлением Дома офицеров Московского военного округа. В 1952 году поступил в Московский государственный художественный институт имени В. И. Сурикова, его учителями были профессора Ф. П. Решетников и В. Г. Цыплакова.
После окончания института переехал в Кострому, где с 1958 года стал работать преподавателем в Костромском художественном училище. В 1960 году стал членом Союза художников СССР. В 1964—1983 годах — преподаватель специальных дисциплин художественно-графического факультета Костромского педагогического института имени Н. А. Некрасова, с 1968 года — профессор.
Ряд тематических работ Алексея Белых посвящён Великой Отечественной войне: «Партизаны», «Вести с фронта», «Гвардии старший лейтенант П.В. Суворов», «9 мая 1945 года. Прощай, оружие», «Дедушкина медаль», портреты однополчан. В год 45-летия Победы в городе Лозовая была открыта картинная галерея, основу экспозиции которой составили 60 работ Алексея Белых. Он также написал цикл работ о костромских тружениках леса: «Молодёжная бригада», «Лесоруб», «На сплавном рейде. Смена идёт». Ряд полотен он написал во время зарубежных поездок: «Венеция. Мост вздохов», «Собор Святого Петра в Риме», «Памятник Марку Аврелию. Капитолийская площадь», «Памятник Сервантесу в Мадриде», «Памяти разрушенного Роттердама». В своём творчестве художник уделял большое внимание пейзажу, в своих полотнах он воспевал природу среднерусской полосы, памятники архитектуры Костромы. Тематические выставки Алексея Белых проходили в Костромском высшем военно-командном училище химической защиты. В 2013 году в Костроме состоялась выставка «Здесь мой причал», приуроченная к 90-летию художника. Его работы хранятся в Костромском музее изобразительных искусств, Центральном музее Великой Отечественной войны, в других музеях Москвы, Санкт-Петербурга, Чугуева, Ярославля, Костромы, Тулы, Калининграда, галереях США, Германии, Финляндии, Италии.
Умер в Костроме 11 февраля 2017 года.

## Награды
- Заслуженный художник РСФСР (1965)[3]
- Заслуженный деятель искусств РСФСР (1974)[3]
- Народный художник РСФСР (1981)[3]
- Орден Отечественной войны I степени (1987)[3]
- Орден Отечественной войны II степени[3]
- Орден Красной Звезды[3]
- Орден «Знак Почёта»[3]
- Орден Дружбы (2004)[4]
- Почётный гражданин города Лозовая (1990)[3]
- Почетный гражданин города Костромы (2001)[3]
- Почетный гражданин города Чугуева[1]

## Память
Мемориальная доска Народному художнику РСФСР Алексею Павловичу Белых установлена 8 мая 2019 года на фасаде здания Костромского Союза художников по адресу: г. Кострома, ул. Советская, д. 30а.